# Lâna caprelor

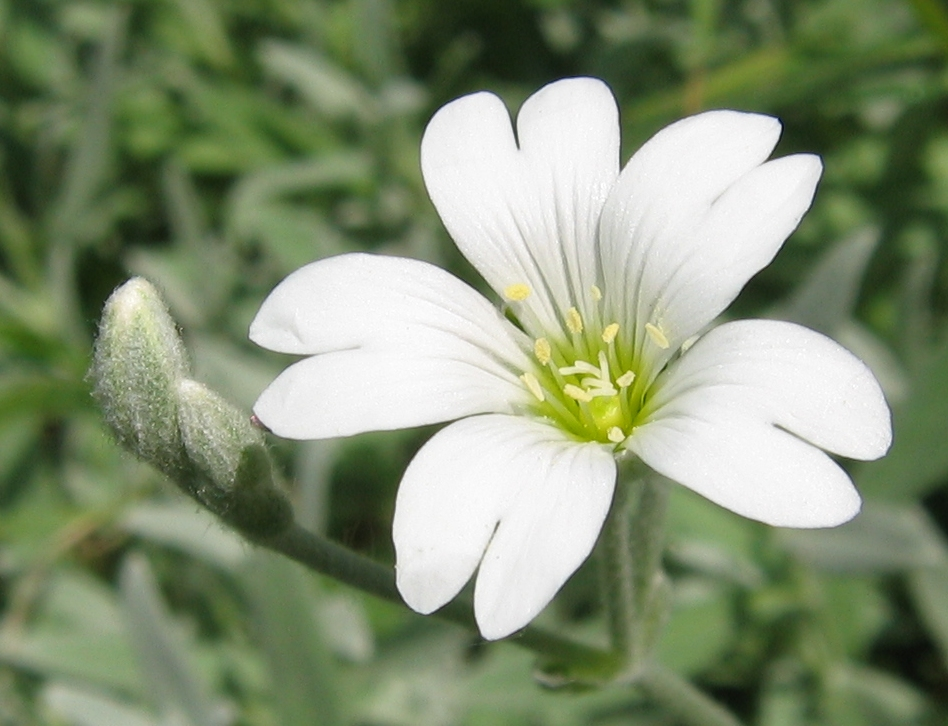
Floare

Lâna caprelor (Cerastium tomentosum - L., 1753, Cerastium lanatum - Lam.) este o plantă montană cu flori din familia Caryophyllaceae.

## Descriere
Lâna caprelor este o plantă scundă, foarte păroasă. Are numeroase tulpini târâtoare la bază care alcătuiesc tufe dese. Frunzele de la bază sunt eliptice, aproape rotunde și sunt așezate în rozete pe sol. Frunzele sunt acoperite la vârf de o lână albă, de aici vine și denumirea populară a plantei. Frunzele de pe tulpină sunt înguste, așezate în perechi.
Florile sun mari, de culoare albă, cresc câte una — cinci la capătul superior al tulpinii, pe codițe lungi. Ele au o corolă cu cinci petale, lățite la vârf și știrbite. Lâna caprelor  înflorește în lunile iulie-august.

## Răspândire
În România, lâna caprelor crește în munții Carpați pe stânci calcaroase sau prin pajiști și în locuri stâncoase.

## Sinonime
- Cerastium album Presl (1826)
- Cerastium columnae Ten. (1811)
- Cerastium elatum Ten. (1830)
- Cerastium longifolium Ten. (1811)
- Cerastium repens L. (1753)
- Cerastium samnianum Seringe